# 312685 powodów
312685 powodów – debiut poetycki Dawida Junga wydany w 2006 pod redakcją Grzegorza Hetmana jako I tom serii wydawniczej Red.a. Książka otrzymała nominację m.in. do Nagrody im. Stanisławy Zawiszanki jako najlepsza książka roku razem m.in. z Jackiem Dehnelem.
O debiucie
Tytuł książki ironicznie nawiązuje do powierzchni Polski liczonej w km², poeta natomiast, na co zwrócili uwagę krytycy, odnosi się w swojej poezji do kultury klasycznej, by przedstawić ją w innych kontekstach i perspektywach niż dotychczas. Jung wykorzystuje mowę ulicy, potoczności, codzienności, sięga po dekorum języka reklam i polityków, by ostatecznie wykpić zastaną rzeczywistość. Poeta prowadzi dialog z wielkimi poprzednikami, m.in. ze Zbigniewem Herbertem, pyta o rolę współczesnej popkultury dla przyszłych pokoleń, jak w wierszu Exposé, gdzie podmiot liryczny stwierdza, iż historię / piszą analfabeci. W ocenie krytyka Radosława Wiśniewskiego Jung: Jest żarliwy i porywczy, a mistrzowie jego są zupełnie nie ze świata tej literatury.
Recepcja debiutu Dawida Junga
Dawid Jung w swoim debiutanckim tomiku nie waha się igrać z autorytetami. (...) Autor odnosi się do klasycznych tekstów i zjawisk światowej kultury, by przedstawić je w zupełnie innych niż do tej pory kontekstach i perspektywach. Często zabieg ten polega na przeniesieniu tradycyjnych motywów do świata współczesnej popkultury. (...) Jego utwory stają się forum rywalizacji starego z nowym, tradycji ze współczesnością, a fundamenty współczesnej kultury zyskują nowy wymiar w zderzeniu z banalnością dnia dzisiejszego. W tropieniu tej ostatniej autor zdaje się mocno gustować, obserwując reklamowe billboardy, wieżowce, dworce albo podsłuchując, a potem naśladując mowę polityków. Wszyscy ciekawi wyników tej obserwacji powinni zajrzeć do tego tomiku. „Gazeta Wyborcza”
Świetnie operuje dostojną herbertowską frazą. „Lampa i Iskra Boża”
Odpowiedzialność za powierzone papierowi (czy dziś ekranowi komputera) słowo cechuje debiutancki tomik Dawida Junga. „Odra”
Profetyczny, wydaje się, że wie więcej, zna tajemnicę, zna zasady działania mechanizmu świata. (...) Poezja odważna, głęboka, burzliwa i niewygodna, wynikająca z żarliwych uczuć do świata, pełna porywczego sprzeciwu. „E-splot”